# Contea di Owsley
La contea di Owsley (in inglese Owsley County) è una contea dello Stato del Kentucky, negli Stati Uniti. La popolazione al censimento del 2000 era di 4 858 abitanti. Il capoluogo di contea è Booneville